# Zofia Zarzycka
Zofia Zarzycka (ur. 3 listopada 1925 w Godzieszach Wielkich, zm. 12 czerwca 2010 w Łodzi) – polska ekonomistka i statystyczka demograficzna.

## Życiorys
Przyszła na świat jako jedno z sześciorga dzieci nauczyciela, kierownika szkoły powszechnej w Godzieszach Wielkich.
W 1939 skończyła pierwsza klasę gimnazjum w Kaliszu. W latach 1940–1944 przebywała na robotach przymusowych w Niemczech, a potem pracowała w fabryce broni „Zollenwerke” w Kaliszu (1944–19145). Wiosną 1945 wróciła do nauki w gimnazjum. Liceum w Kaliszu skończyła w 1947.
W latach 1946–1947 pracowała jako księgowa w hurtowni Spółdzielni Pracy „Społem” w Kaliszu. Studiowała w Łódzkim Oddziale Szkoły Głównej Handlowej. Magisterkę obroniła w 1954.
Od 1950 była zastępczynią asystenta w Katedrze Statystyki Wyższej Szkoły Ekonomicznej w Łodzi. Doktorat obroniła w 1964, a habilitację uzyskała w 1982. Od 1983 pracowała na stanowisku docenta. W 1991 uzyskała tytuł profesorski w zakresie nauk ekonomicznych.
Zajmowała się problemami pracy kobiet (etat i praca w gospodarstwie domowym), demograficznymi i społecznymi czynnikami wpływającymi na wzorce konsumpcyjne, problemami ekonomicznymi będącymi następstwami starzenia się ludności, powiązaniami między demografią a sytuacją społeczno-ekonomiczną w danym czasie.
Napisała 60 recenzji artykułów, książek, skryptów i projektów naukowych. Była autorką wielu ekspertyz. Od 1965 pełniła funkcję opiekunki młodej kadry naukowo-dydaktycznej w Zakładzie, Demografii i Statystyki (potem Katedrze) WSE. Prowadziła wykłady ze statystyki ogólnej, matematycznej oraz statystyki ekonomicznej i społecznej. Była zastępczynią dyrektora Instytutu Ekonometrii i Statystyki UŁ oraz kierowniczką Zakładu Demografii i Statystyki w Instytucie Ekonometrii i Statystyki UŁ (1986–1992), Katedry Demografii i Statystyki Społeczno-Ekonomicznej (1992–1996), Punktu Konsultacyjnego Wydziału Ekonomiczno-Socjologicznego UŁ w Kaliszu i Magisterskich Studiów Ekonomicznych dla Inżynierów na Wydziale Ekonomiczno-Socjologicznym UŁ (1983–1996). Była pełnomoczką Rektora UŁ ds. współpracy z WSE w Bratysławie i Czechosłowackim Instytutem Gerontologicznym. Należała do Komisji Dydaktycznej GUS, Zarządu Polskiego Towarzystwa Demograficznego oraz Prezydium Komitetu Nauk Demograficznych PAN. Od 1989 przewodniczyła Komisji Dydaktycznej Łódzkiego Oddziału PTE oraz Komisji Zatrudnienia Rady Naukowej przy Prezydencie Miasta Łodzi (1989–1990). Od 1998 pracowała jako profesor zwyczajny w Społecznej Wyższej Szkole Przedsiębiorczości i Zarządzania w Łodzi.
Została wyróżniona trzema nagrodami Ministra Edukacji Narodowej oraz 22 nagrodami Rektorów WSE i UŁ.
Z mężem Pawłem wychowała dwóch synów.

## Odznaczenia
- Złota Odznaka Uniwersytetu Łódzkiego (1970)
- Złota Odznaka Związku Nauczycielstwa (1970)
- Złota Odznaka Polskiego Towarzystwa Ekonomicznego (1980)
- Honorowa Odznaka m. Kalisza (1971)
- Honorowa Odznaka m. Łodzi (1973)
- Złoty Krzyż Zasługi (1973)
- Medal Komisji Edukacji Narodowej (1981)
- Krzyż Kawalerski Orderu Odrodzenia Polski (1983)
- Medal „Uniwersytet Łódzki w Służbie Społeczeństwa i Nauki” (1983)
- Medal Prezesa Głównego Urzędu Statystycznego (1993)
- Złota Odznaka Honorowa „Za Zasługi dla Statystyki RP” (1995)
- Medal 50-lecia Uniwersytetu Łódzkiego (1995)
- Medal „70 lat Łodzi Uniwersyteckiej” (1997)[2].